# 허니웰

워드마크

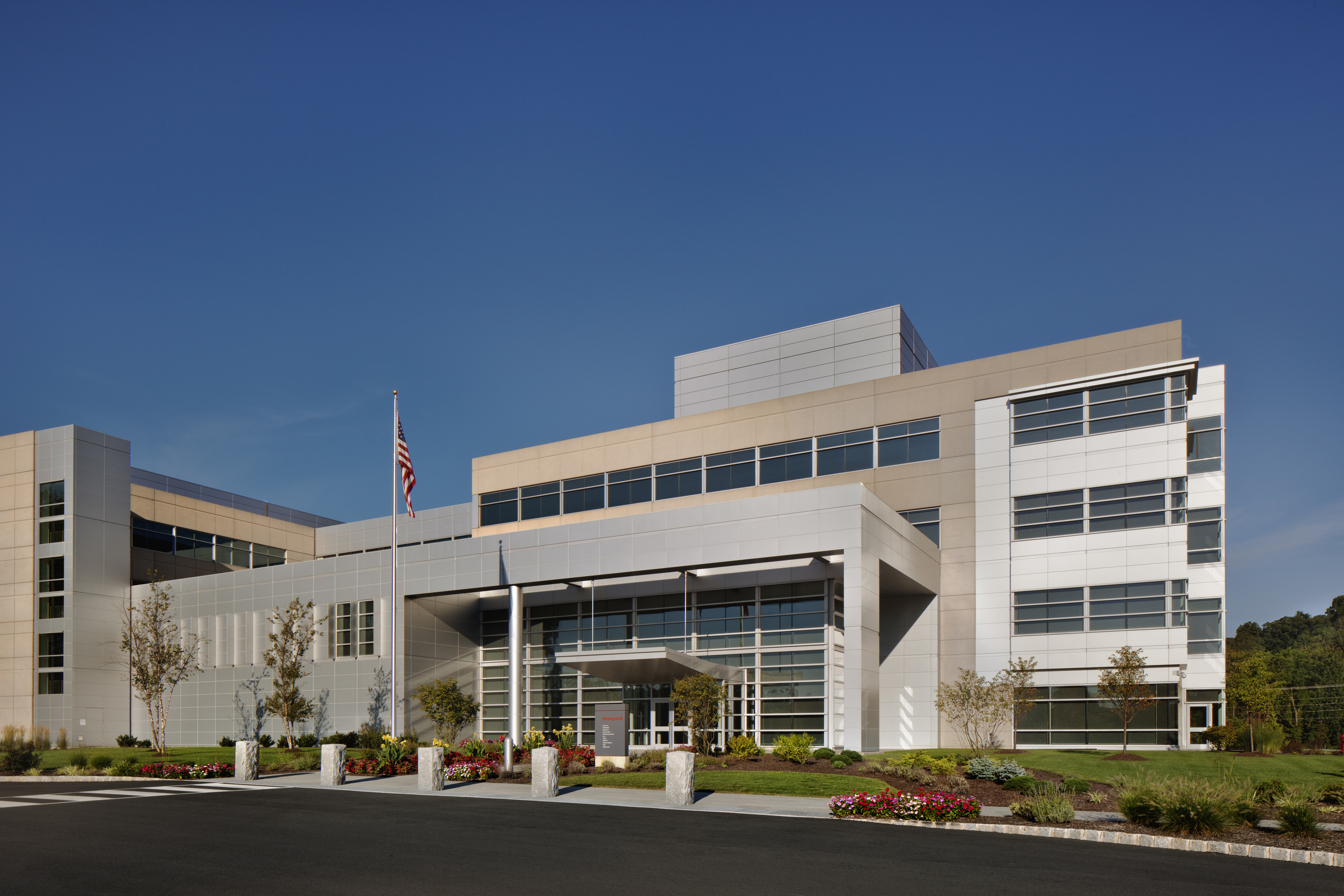
뉴저지주의 본사의 모습

하니웰 인터내셔널(Honeywell International Inc)은 개인 소비자에서부터 주요 기업 및 정부에 이르기까지 다양한 상용, 소비자 제품, 엔지니어링 서비스, 다양한 고객을 위한 항공우주 시스템을 개발하는 미국의 다국적 복합기업이다. 이 기업은 Aerospace Technologies, Building Automation, Energy & Sustainability Solutions, Industrial Automation 등 4개 사업그룹를 운영하고 있다.
하니웰은 포춘 100 기업이다. 2018년에 하니웰은 포춘 500 중 77위에 등재되었다. 허니웰은 전 세계적으로 대략 130,000명의 노동자가 있으며 그 중 약 58,000명이 미국 직원이다. 이 기업의 본사는 뉴저지주 모리스 플레인스에 위치해 있다. 현재의 CEO는 데리어스 애덤칙(Darius Adamczyk)이다.
이 기업의 현재 이름 하니웰 인터내셔널(Honeywell International Inc.)은 1999년 하니웰사가 훨씬 더 큰 기업인 AlliedSignal에 인수, 합병된 산물이다.

## 제품 및 서비스
전체 목록은 여기를 참고할 것.

### 항공기
- 하니웰 RQ-16 T-호크

### 유도탄, 로켓
- RUR-5 ASROC
- 웨그테일

### 하니웰 스캐닝, 모빌리티
- 하니웰 AIDC 제품
- 인터멕(Intermec)